# 東京湾景
『東京湾景』（とうきょうわんけい）は、吉田修一作の長編小説。『小説新潮』に2002年から翌年にかけて掲載された。書き下ろしを加えて2003年9月26日に単行本が刊行された。

## 概要
お台場にある企業でOLをしている美緒は、たまたま登録してみた出会い系サイトで亮介と出会う。品川埠頭の倉庫で働く亮介は、恋愛をどこか冷めた目で見ていた。一方、美緒も、恋愛に対して熱い気持ちを持てない。互いに惹かれあう部分はあるのだが、どこか相手を信じきれないままに進んでいく付き合い。ひょんなことから、亮介の過去の恋愛を知ることになる美緒。その恋愛の衝撃的な結末。そして、互いにすれ違っていくふたりの想い…。美しい東京湾景を舞台に、東京モノレール、りんかい線などを絡めながら、寄せては返す強く儚い思い…。人は一人の人を永遠に愛し続けるのか?傷つくことを怖れたり、言い訳をしたり、知らず知らずのうちにそんなことを繰り返しながら、相手の気持ちと向き合ってゆくラブストーリー。近いようで遠い、東京湾の対岸での恋愛を描く。

## 主な登場人物
以下、原作に準拠する。
平井美緒
お台場にある大手石油会社の広報部に勤務する28歳のOL。博多出身。恋愛に対して熱い気持ちを持つことが出来ず、出会い系サイトでたまたま出会った亮介に「涼子」という偽名で「浜松町駅のキヨスクで働いている」と嘘をついてしまう。気が強い面もある。上司の久保課長と一度だけ関係を持ってしまったことがある。
和田亮介
品川埠頭にある船積貨物倉庫に勤務する25歳。品川にある会社の寮で暮らす。高校時代に英語教師と付き合い、卒業後は同棲していたが、ある「事件」がきっかけでその恋愛が終わってからは恋愛を冷めた目でしか見られず「どんなに愛してもいつか終わりが来る」と思っている。
佳乃
美緒の同期で友人。美緒の良き理解者であり、亮介とのことにも様々な助言をくれる。
井上幸治
美緒の高校の同級生。高校時代は陸上部に所属し、学校の人気者で、当時は美緒も密かに想いを寄せていた。地元の大学を卒業後に就職し美緒の父親の部下であった。東京へ転勤してきたことで美緒と見合いをすることになる。
大杉
亮介の同僚で寮でも隣の部屋に住む。亮介とはいつもつるんでいる。ゆうこという彼女がいる。
真理
親友のゆうこと大杉の交際が縁で亮介と知り合う。周囲からは亮介と付き合っていると思われている。亮介の部屋には時々泊まるが「彼女」ではない。美緒の存在を知り、次第に亮介を取られたくないという思いが湧き上がる。
ゆうこ
大杉の彼女。真理とは短大からの親友。ミーハーでおせっかいな性格。真理と亮介が付き合っていると思っている。
久保課長
美緒の上司。一度だけ部下の美緒と関係を持ってしまったことがある。
青山ほたる
『LUGO』という雑誌で連載を持つ小説家の女性。著書が何作品か映画化されている。品川埠頭で働く男の恋愛小説を書くために倉庫に見学に来たところを亮介と知り合い、亮介の話を「東京湾景」という小説にするが、それが亮介、美緒、真理に波紋を広げることになる。

## テレビドラマ
2004年7月5日から9月13日までフジテレビ「月9」枠で『東京湾景〜Destiny of Love〜』（とうきょうわんけい デスティニーオブラブ、동경만경］）のタイトルで放送。放送時間は月曜日21:00-21:54（初回は15分拡大版）。全11回。主演は仲間由紀恵。

### 内容
在日韓国人女性と日本人青年とのラブストーリー。裕福な在日韓国人の美香（仲間由紀恵）は東京・台場の出版社に勤めている。現在の恋人と結婚を考えていたが、厳格で保守的な父（石坂浩二）は相手が日本人だと知り猛反対する。説得を試みるが、その中で恋人は離れていった。傷心の美香は日本人に成りすまし、出会い系サイトで亮介（和田聰宏）と出会う。後に美香の亡き母、優里（仲間由紀恵:二役）の過去の恋愛について知り、自分との運命のつながりを感じることとなる。
主演の仲間由紀恵は初の本格的ラブストーリーの主役を演じ、また主人公とその母の一人二役をこなした。相手役の和田聰宏はこれまでドラマ出演歴がまったくない無名の俳優だったが、主演の相手役として大抜擢されたことで話題となる。韓国の俳優・歌手のパク・ヨンハが、仲間演じる美香が勤める出版社のソウル支社社員役で、7話から9話までと最終話の韓国のシーンでゲスト出演。また、8話冒頭でパク・ヨンハが「ドラマ『東京湾景』について」のコメントをした。本編放送中の2004年9月4日から9月10日まで、その時点でオンエア済みの10話分が再放送された。
プロデューサーの栗原美和子が「原夏美」のペンネームで脚本を担当、栗原自身の過去の在日韓国人男性との恋愛体験を取り混ぜた結果、ドラマのストーリーは在日韓国人が一切登場しない原作の小説から大幅に変更されることとなった。

### 出演
- 李美香（木本美香） ‐ 仲間由紀恵
- 金優里 ‐ 仲間由紀恵（二役）
- 和田亮介 ‐ 和田聰宏
- 早瀬佳男 ‐ 佐藤隆太
- 山根真理 ‐ 佐藤江梨子
- 小山ヒロシ ‐ 速水もこみち
- 木本紀香（李紀香） ‐ ソニン
- 姜用九 ‐ パク・ヨンハ
- 神谷君江 ‐ 兎本有紀
- 葉山編集長 ‐ 長野里美
- 木本貞姫（李貞姫） - 森康子
- 和田光代 ‐ 岩本多代
- 井上龍弘（朴龍弘） ‐ 石田太郎
- 井上麗子（朴麗子） ‐ 李麗仙
- 井上弘一（朴弘一） ‐ 中村俊介
- 神谷文 ‐ 仲村トオル【友情出演】
- 大杉健 ‐ 哀川翔
- 和田健介（若年期） ‐ 川端竜太
- 和田健介 ‐ 夏八木勲
- 木本正雄（李正雄） ‐ 石坂浩二

#### ゲスト
初回
- 佐藤廉
- 権藤彪冴

2話
- 浅沼晋平
- 今井耐介

4話
- 井上訓子（現・青山倫子）

5話
- 須永慶
- 阿部六郎
- 高杉航大

6話
- 峯村リエ
- 三原康可
- 沼崎悠
- 加世幸市
- 西山周吾
- 野村信次（7話）

7話
- 春原美和
- 及川治芳

9話
- やべけんじ
- 伊藤正博
- かとうけいこ

10話
- 三田恵子
- 小山弘訓
- 岡崎宏（最終話）

協力
- 芸優
- 劇団東俳
- 放映プロジェクト
- 稲川素子事務所（初回と3話）
- セントラル子供劇団（2・5話）
- フジテレビクラブのみなさん
- 東京児童劇団（10話のみ）

### スタッフ
- 原作:『東京湾景』吉田修一
- 脚本:原夏美
- 演出:村上正典（共同テレビ）（初回・2・5・7・9・最終話）、平井秀樹（3・4・6・10話。演出担当）、澤田鎌作（8話、演出担当）
- 企画・プロデュース:大多亮
- プロデューサー:栗原美和子、森谷雄（共同テレビ）
- 音楽:イルマ、高梨康治（「東京湾景グレイテストヒッツ」より）
- 選曲:藤村義孝
- 音響効果:近藤隆史、穂積尚子（最終話のみ）
- MA:古跡奈歩
- 韓国語監修:文恵子
- 美術プロデュース:柴田慎一郎
- デザイン:塩入隆史
- 取材協力:在日本大韓民国民団
- 協力:東京都港湾局、バスク、東京ロケーションボックス、Pen（株）阪急コミュニケーションズペン倶楽部、アーバンロケサービス（3話より）、渋谷ビデオスタジオ
- 撮影協力:東京港管理事務所、東京観光汽船株式会社、（最終話のみ）護国寺、MBC
- 医事監修:片山雅彦（10話と最終話）
- 看護指導:石田喜代美（8話より）
- 美術進行:杉山貴直
- 大道具製作:西田裕一
- 大道具操作:布施智司、中村大輔（最終話のみ）
- アクリル装飾:石橋誉礼
- 装飾:熊倉秀一、（最終話のみ）星田和昭、阿部豪紀、坂東城、佐々木真吾
- 持道具:佐々木ちほ
- 衣裳:金澤由貴子、生井江巳子（最終話のみ）
- スタイリスト:鈴木智子、栗田泰臣、（最終話のみ）坪倉亜由子、鈴木のり子
- メイク:野口美香、小林真由、向井マキ、長縄真弓（最終話のみ）
- 視覚効果:江崎公光
- 電飾:森智、藤野祐太郎（最終話のみ）
- 植木装飾:原利安
- 生花装飾:勝野純子
- 消え物:赤堀博美（最終話のみ）
- 建具:阿久津正巳（最終回を除く）
- タイトルロゴ:久保田幸
- 書道担当:江島史織
- TD:北山善弘（有限会社ジェニック）
- 撮影:増井初明（有限会社ジェニック）、（最終話のみ）土田豪介、初瀬康一、西村敏彦、柳沢営造、高野学、藤平香子、松原祐一、遠藤俊洋
- 照明:花岡正光、（最終話のみ）田部谷正俊、鈴木敏雄、後藤史兆、中村晋平
- 音声:竹中泰（株式会社シューティングスター）、（最終話のみ）渡部満裕、古舘勢市、尾上啓太
- 映像:藤本伊知郎（2話より）、久米田俊裕（初回と最終話のみ）、桜庭武志（最終話のみ）
- 録画:山本米勝
- 編集:山本正明
- ライン編集（3話から10話まではVTR編集）:浅沼美奈子、（最終話のみ）高岡直樹
- 編集デスク:長谷川美和
- 技術プロデュース:佐々木宣明
- スタジオデスク:瀬戸井正俊
- CG:佐藤康夫
- タイトルバック:冨士川祐輔
- 監督補:八木一介
- 演出補:浅見真史、（最終話のみ）大畑真治、田中亮、長尾久美子
- スケジュール:田澤直樹（2話より）
- 記録:河野ひでみ（初回・2・5・7・9・最終話）、小原菁子（3・4・6・10・最終話）、沖宏美（8話と最終話）
- 制作担当:紺野生、田島英憲（9・10話を除く）
- 制作主任:梶原富治、百々勲（9話より）
- 制作進行:野村友紀
  - プロデュース補:國安馨、（最終話のみ）三竿玲子、木沢基
- 広報:稲葉匡信
- ホームページ担当:丸谷利一
- 写真:青木操生

#### 韓国ロケスタッフ
8話のみ
- 照明・田部谷正俊
- 音声・渡部満裕
- 映像・桜庭武志
- 韓国ロケコーディネート・楊惠景

最終話のみ
- 韓国ロケ撮影・安藝考仁
- 韓国ロケ照明・三重野聖一郎
- 韓国ロケ音声・片寄正一
- 韓国ロケ映像・権田博
- 韓国ロケコーディネート・楊惠景、Kim Jun Beom

### テーマ曲
- 主題歌:「君さえいれば」Weather Forecast（作詞・作曲:Kang Hyun Min）
- 挿入歌:「僕は忘れない」自転車に乗った風景（作詞:Kang In Bong（姜仁烽）Kim Hyong Seob（金亭燮）、作曲:Kang In Bong（姜仁烽））
- 挿入歌:「ゆびきり」ユンナ

### 放送日程
| 各話                                            | 放送日        | サブタイトル             | 視聴率 |
| ----------------------------------------------- | ------------- | ------------------------ | ------ |
| 第1話                                           | 2004年7月05日 | 日韓を駆け抜ける運命の恋 | 17.7%  |
| 第2話                                           | 2004年7月12日 | 生きていた恋人           | 14.3%  |
| 第3話                                           | 2004年7月19日 | 真夏の海の告白           | 13.5%  |
| 第4話                                           | 2004年7月26日 | 核心へ                   | 13.3%  |
| 第5話                                           | 2004年8月02日 | ソウルからの挑戦状       | 12.3%  |
| 第6話                                           | 2004年8月09日 | 奇跡のデジャヴ           | 13.1%  |
| 第7話                                           | 2004年8月16日 | 夏のソナタ〜祖国へ〜     | 13.8%  |
| 第8話                                           | 2004年8月23日 | 決断                     | 13.9%  |
| 第9話                                           | 2004年8月30日 | 激流                     | 10.2%  |
| 第10話                                          | 2004年9月06日 | 花嫁の逃亡               | 13.7%  |
| 最終話                                          | 2004年9月13日 | 最終話〜輪廻〜           | 16.3%  |
| 平均視聴率13.9%（ビデオリサーチ調べ・関東地区） |               |                          |        |

### 備考
- このドラマで共演した仲間由紀恵と速水もこみちは2005年放送の日本テレビのドラマ『ごくせん』で教師役と生徒役として共演することとなる。